# Stephanie Mackensen von Astfeld
Stephanie Mackensen von Astfeld (* 4. Februar 1894 in Berlin; † 1. Februar 1985) war Mitglied der evangelischen Bekennenden Kirche, die sich aktiv gegen die staatliche Einflussnahme in kirchliche Belange während der Zeit des „Dritten Reichs“ zur Wehr setzte.

## Leben
Stephanie Mackensen von Astfeld wurde in Berlin geboren und wuchs in Düsseldorf auf. Ihre Mutter war Wilhelmine Devens, ihr katholischer Vater Ludwig von Renvers wurde 1903 zum Landeshauptmann des Provinzialverbandes der Rheinprovinz berufen worden. Schon als Kind nahm Stephanie die Auseinandersetzungen zwischen dem Preußischen Staat und den Katholiken wahr, die als Nachwirkungen des Kulturkampfes im Rheinland noch lange das soziale und politische Klima prägten.

## Zeit des Ersten Weltkrieges
Durch Heirat mit dem preußisch-protestantischen Beamten Ferdinand Mackensen von Astfeld kam sie in näheren Kontakt mit der Evangelischen Kirche und wurde 1917 deren Mitglied. Während ihr Ehemann im Ersten Weltkrieg kämpfte, begann sie zum ersten Mal selbst die Bibel zu lesen und kam „über den Römerbrief“ zum evangelischen Glauben.

## Zeit des Zweiten Weltkrieges
Nach dem Krieg war Ferdinand von Mackensen zunächst Verwaltungsbeamter in verschiedenen kleineren Städten. 1933 kam die Familie (mit mittlerweile drei Kindern) nach Stettin. Ferdinand wurde zum Vizepräsidenten der Provinz Pommern ernannt und hatte somit dort das zweithöchste Regierungsamt inne.
Stephanie von Mackensen trat zum 1. Oktober 1932 der NSDAP bei (Mitgliedsnummer 1.333.527). Jugend- und Sozialarbeit waren schon seit Jahren ihr Beschäftigungsfeld gewesen, und ihr schien das Parteiprogramm der NSDAP von 1920 die Lösung für die brennenden Probleme zu bieten: die NSDAP präsentierte sich als Partei, die den verarmten Arbeitern neue Hoffnung gab, die Jugend ansprach und vorgab, die Klassenschranken überbrücken zu können. Die nationalkonservative Ausrichtung passte gut zu den Auffassungen einer preußischen Beamtentochter und -gattin. Entsprechend schloss sich Stephanie auch den staatstreuen Deutschen Christen an und wurde für diese Gruppe in die Pommersche Landessynode gewählt.
Die Ereignisse nach der nationalsozialistischen Machtergreifung 1933 weckten in ihr Zweifel, ob die Ziele der NSDAP sich wirklich mit ihrer Auffassung vom Christentum vereinbaren ließen. Das Parteiprogramm der NSDAP hatte eine solche Vereinbarkeit unter § 24 noch vorgegeben. Stephanie lernte die Bekennende Kirche kennen und wurde bald ein Mitglied des Bruderrates der Bekennenden Kirche in Pommern. Als dessen Geschäftsführerin war sie an den politischen und theologischen Diskussionen und Entscheidungen beteiligt, organisierte unter anderem illegale Kollektensammlungen und unterstützte Dietrich Bonhoeffers illegales Predigerseminar in Finkenwalde.
Zusammen mit dem Vetter ihres Ehemanns, Generalfeldmarschall August von Mackensen, verhalf sie Albrecht Schönherr zu einer Pfarrstelle. Sie stand in Kontakt mit herausragenden Mitgliedern der Bekennenden Kirche wie Ruth von Kleist-Retzow (Großmutter Maria von Wedemeyers, der Verlobten Bonhoeffers) und Reinold von Thadden-Trieglaff, dem Vorsitzenden des Pommerschen Bruderrats.
Bei der Bekenntnissynode in Barmen im Mai 1934 war Stephanie von Mackensen als einzige weibliche Delegierte an der Beratung und Verabschiedung der Barmer Theologischen Erklärung beteiligt. Sie nahm an weiteren Bekenntnissynoden teil und setzte sich vor allem für die Anliegen der Laien in der Bekennenden Kirche ein.
1938 kam es zum Konflikt mit der NSDAP. Stephanie, noch immer Parteimitglied, hatte sich in einem Brief an den Pommerschen Gauleiter Franz Schwede-Coburg über dessen öffentliche Verunglimpfungen der Kirche beschwert. Dieser strengte darauf ein Parteigerichtsverfahren mit dem Ziel an, sie und ihren Ehemann (der der NSDAP seit dem 1. April 1933 angehörte) aus der Partei auszuschließen. Als dies nicht gelang, veranlasste er die Entlassung und Zwangspensionierung von Ferdinand von Mackensen aus seinem Staatsamt.

## Zeit nach dem Zweiten Weltkrieg
Nach dem Krieg arbeitete Stephanie zunächst einige Jahre im Predigerseminar der Evangelischen Kirche von Westfalen in Brackwede, anschließend über viele Jahre ehrenamtlich als Vorsitzende des Deutsch-Evangelischen Frauenbundes Düsseldorf sowie in der Telefonseelsorge in Neuss und Düsseldorf.